# 11e régiment de chars
Pour les articles homonymes, voir 11e régiment.
Le 11e régiment de chars (en russe : танковый полк, abrégé 11 тп) est une unité blindée de l'armée de terre russe (n° d'unité 41611).
Stationnée à Goussev dans l'oblast de Kaliningrad, l'unité fait partie de la 18e division de fusiliers motorisés de la Garde, qui dépend du 11e corps d'armée, c'est-à-dire des troupes côtières de la marine russe.

## Historique
L'unité est créée sous le nom de 11e bataillon indépendant de chars. En janvier 2019, le bataillon est réorganisé en 11e régiment indépendant de chars du 11e corps d'armée avec comme point de déploiement permanent la ville de Goussev, dans l'oblast de Kaliningrad,. Le personnel du régiment est alors hébergé dans un monument architectural datant du XIXe siècle. La restauration de l'édifice est réalisée spécifiquement pour le personnel militaire et civil du 11e bataillon de chars du district militaire ouest.
En 2021, l'unité transformée en régiment rejoint la 18e division de fusiliers motorisés de la Garde.